# Mugilogobius filifer
Mugilogobius filifer es una especie de peces de la familia de los Gobiidae en el orden de los Perciformes.

## Morfología
Los machos pueden llegar a alcanzar los 3,9 cm de longitud total.

## Distribución geográfica
Se encuentra al norte de Australia y al este de Papúa Nueva Guinea.

## Observaciones
Es inofensivo para los humanos.